# Alessandro Orlowski
Alessandro Orlowski, detto Alex (Parma, 20 settembre 1967), è un regista italiano.

## Biografia
Nasce artisticamente come musicista e produttore musicale divenendo poi regista ed esperto in video virali. Nel 1991 gira il suo primo videoclip per il brano Just get up and dance di Afrika Bambaataa; dirige video per molti gruppi musicali italiani e della scena indie europea divenendo a fine del 1996 uno dei registi più prolifici del panorama dei videoclip Italiani e concludendo la sua carriera in Italia con la produzione del documentario di Luciano Ligabue Un anno con Elvis.
Nel 1997 crea a Londra la sua prima casa di produzione di videoclip girando video per videoclip per l'etichetta Sony Musica e l'artista DJ Rap Debbie Anderson UnbelievableTruth. Dello stesso anno è il cortometraggio Peace at last partecipando al festival cinematografico Mannheim/Heidelberg in Germania. Nel 2002 a seguito della crescente popolarità gira vari video negli Stati Uniti tra cui Jackie Cane della band belga Hooverphonic nella cittadina di Tucson in Arizona.
Nel 2004 conduce laboratori di ideazione e produzione di videoclip all'Università Cattolica di Brescia. Nel 2010 insegna ideazione e realizzazione di Video virale e Marketing virale presso l'Istituto Europeo di Design marketing e comunicazione a Milano e nel 2011 regia e ideazione di documentari virali all'università all'Università di cinema e televisione di Monaco di Baviera HFF.
Ha partecipato alla campagna elettorale 2016 nello staff del presidente eletto del Perù Pedro Pablo Kuczynski in qualità di incaricato della strategia social media.
Nel 2018 ha spiegato, in qualità di esperto di social marketing politico, ad alcuni periodici spagnoli e quotidiani italiani la connessione "tra ricerca del consenso e rischi nella gestione dei dati". In una intervista a Rolling Stone Italia ha chiarito la strategia comunicativa della Lega, l’affaire Cambridge Analytica, il business dei falsi profili Twitter e il Gdpr.
Il 17 ottobre 2019 è stato ospite della trasmissione de La7 Piazza Pulita dove ha individuato su Vkontakte alcuni account italiani che sono al centro di reti e network di simpatizzanti della Lega e che al tempo stesso diffondono contenuti di propaganda neonazista e neofascista.
Nel 2019 Orlowski ha rivolto la sua attenzione al fenomeno delle fake news e delle reti sociali utilizzate a scopo politico. Ha anche posto l'attenzione sui legami tra i suprematisti bianchi, neonazisti e negazionisti con CasaPound ed il 28 ottobre ha partecipato alla trasmissione di Rai 3 Report segnalando alcune anomalie sulla pagina Twitter di Giorgia Meloni in occasione delle elezioni europee del 2019.
il giorno 2 luglio 2024 il suo account  X viene sospeso a seguito di attività di doxaggio ai danni di un altro utente; del caso si è interessato direttamente Elon Musk

## Videoclip musicali[20]

### Scena italiana
- Cupe Vampe - CSI
- Io odio - Bluvertigo
- LSD - Bluvertigo
- Io vi voglio bene - Alessio Bertallot
- La mia coccinella - Sottotono
- Strade di città - Articolo 31
- 15amandoci - Aeroplanitaliani
- Un anno con Elvis - Ligabue
- Senti come suona - Sangue Misto
- Scetateve guagliu - Bisca99Posse
- Adrenalina - Rapsodia
- Sangue impazzito - Timoria
- Money Talks - Extrema
- Summer fever - Radical Stuff
- Il sole di domenica - Dolcenera
- Noi siamo i giovani con i blue jeans - Elio e le Storie Tese

### Scena estera
- Just Get up and Dance – Afrika Bambaataa
- Lonely without you – Deborah Anderson
- Twisted – Fused
- Pleasant Smell – 12 Rounds
- Solved – Unbelievable Truth
- Jackie Cane –  Hooverphonic
- White Boy With a Feather –  Jason Downs feat. Milk

## Cortometraggi
- Peace At Last (1997)
- Juagala Bien  (2006)

## Recensioni video
- Videoclip musicale del mese per la rivista Promo per l'etichetta underground Mò Wax
- Videoclip musicale del mese per la rivista Promo per Pleasant Smell dei 12 Rounds

## Premi e nomination
- Premio d'oro ai New York Festivals Advertising Awards per lo spot Blind Man per il Guggenheim Museum Bilbao[21]
- San Sebastian Advertising Festival - BSide - bronzo
- FIAP Buenos Aires - Amena Telecom
- Liaa London International - Liga Futbol Española - finalista
- Vincitore come Videoclip Anni '90 al Premio Videoclip Italiano per Sangue impazzito dei Timoria[22][23]
- CADS Music Vision London -  DJ Rap, "Everyday Girl" - Nomination per il  miglior video musicale alternativo
- Raindance Film Festival - Deborah Anderson,"Lonely Without You"
- International AD SPot Awards - Energie Jeans - argento
- Drac Barcellona - Liga Futbol Española
- DIBA Short-Film Festival Barcelona 2009 - Dial 124256